# Carmina Burana
I Carmina Burana costituiscono un corpus di testi poetici medievali dell'XI e del XII secolo, prevalentemente in latino, tramandati da un importante manoscritto contenuto in un codice miniato del XIII secolo, il Codex Latinus Monacensis 4660 o Codex Buranus, proveniente dal convento di Benediktbeuern (l'antica Bura Sancti Benedicti, fondata attorno al 740 da San Bonifacio nei pressi di Bad Tölz in Baviera). Il codice è custodito nella Bayerische Staatsbibliothek di Monaco di Baviera.

## Contesto

### Vita politica e sociale
Il sistema feudale dominava l'Europa medievale, caratterizzato da una struttura gerarchica dove il potere era detenuto dai signori feudali. I nobili possedevano la terra e la concedevano in uso ai vassalli in cambio di servizi militari e altre forme di fedeltà. La società era fortemente stratificata, con re e imperatori al vertice, seguiti da nobili, cavalieri e, infine, contadini e servi. I regni medievali erano spesso frammentati e instabili. Le lotte per il potere tra diversi signori feudali e tra re e imperatori erano comuni. Ad esempio, nel Sacro Romano Impero il potere dell'imperatore era frequentemente contestato dai vari principi elettori e da altri potenti nobili. La Chiesa cattolica aveva un'enorme influenza politica, sociale ed economica. Il papa non solo esercitava un potere spirituale, ma anche temporale, spesso interferendo nelle questioni politiche. La lotta per le investiture tra papato e impero è un esempio delle tensioni tra potere religioso e secolare.
La società medievale era rigidamente divisa in classi. La nobiltà deteneva il potere e le ricchezze, mentre la maggior parte della popolazione era costituita da contadini che vivevano in condizioni di sottomissione e povertà. Esisteva anche una classe intermedia di artigiani e mercanti, soprattutto nelle città. La vita quotidiana variava notevolmente a seconda della classe sociale. I nobili vivevano in castelli e partecipavano a tornei e cacce, mentre i contadini lavoravano duramente la terra. La dieta, l'abbigliamento e le abitazioni differivano notevolmente tra le classi sociali. La cultura medievale era dominata dalla religione, ma esistevano anche influenze laiche. Le scuole erano per lo più gestite dalla Chiesa, e solo una piccola élite aveva accesso all'educazione. Tuttavia, le università medievali cominciavano a emergere come centri di apprendimento e dibattito intellettuale.

### Rinascita culturale
Il XII secolo è caratterizzato da un'espansione e un'intensificazione delle attività intellettuali e culturali in Europa. Questo periodo segna una rinascita dell'interesse per la conoscenza classica, l'emergere di nuove scuole e università e una maggiore interazione tra le culture europee e quelle arabe e bizantine. Le città cominciano a fiorire come centri di commercio e apprendimento, contribuendo alla diffusione delle idee e delle tecnologie. La rinascita intellettuale di questo periodo include la riscoperta e la traduzione di testi classici, in particolare quelli di Aristotele, e la diffusione di nuove idee filosofiche e scientifiche. Le scuole monastiche e cattedrali diventano centri vitali per lo studio e la conservazione del sapere, mentre le università iniziano a emergere come istituzioni di apprendimento formale. Questo periodo è anche noto per un'esplosione di creatività artistica e architettonica, con la costruzione di cattedrali in stile romanico e, successivamente, gotico. La musica, la letteratura e le arti visive mostrano una crescente varietà e complessità, influenzate tanto dalla tradizione classica quanto dalle innovazioni locali.

### Il mondo degli studenti
Durante il XII e XIII secolo, le università medievali cominciarono a emergere come centri formali di apprendimento. Le prime università, come quella di Bologna (1088), Parigi (1150) e Oxford (1096), divennero importanti centri di studi. Gli studenti frequentavano scuole e università per apprendere le arti liberali, che includevano la grammatica, la retorica, la logica, l'aritmetica, la geometria, l'astronomia e la musica. Gli studi universitari erano fortemente influenzati dalla tradizione classica e dall'insegnamento scolastico del clero. Gli studenti erano divisi in diversi gradi e corsi, con una forte enfasi sulla disputa e il dibattito. La vita accademica era regolata da norme specifiche, e gli studenti dovevano seguire un rigido programma di studi e partecipare alle lezioni e alle dispute pubbliche. Gli studenti medievali vivevano in una situazione spesso difficile. La vita universitaria era caratterizzata da spazi angusti e condizioni precarie. Gli studenti erano generalmente giovani provenienti da famiglie nobili o di alto rango sociale, poiché l'accesso all'istruzione era limitato e costoso. Gli studenti medievali erano noti per i loro comportamenti vivaci e talvolta disinvolti. Le attività sociali, le feste e le bevute erano comuni, e molti testi dell'epoca, inclusi i "Carmina Burana", fanno riferimento alla vita mondana e al comportamento degli studenti.

### Il mito dei goliardi
I goliardi erano giovani clerici e studenti, spesso di origine modesta o di basso rango, che si ribellavano contro le rigide norme della Chiesa e delle università. Il termine "goliardo" potrebbe derivare da "gula" (bocca), suggerendo una vita di eccesso e gaudio. Essi erano noti per il loro comportamento vivace e il loro amore per la libertà, il vino e il piacere. I goliardi erano caratterizzati da una vita itinerante e da una certa dissolutezza. Vivevano al di fuori delle rigide norme ecclesiastiche e accademiche, partecipando a banchetti, feste e altre attività sociali. La loro vita era una sorta di ribellione contro le convenzioni sociali e religiose del tempo. I goliardi erano famosi per la loro satira sociale e religiosa. Usavano la poesia e la musica per criticare la corruzione del clero, l'ipocrisia e le disuguaglianze sociali. I loro canti e poemi erano spesso caratterizzati da un tono irriverente e provocatorio, in contrasto con la serietà delle istituzioni ecclesiastiche e accademiche. Il mito dei goliardi e la loro cultura hanno avuto un impatto significativo sulla letteratura e l'arte medievale. La loro influenza è evidente nei testi che trattano di temi come l'amore, il vino, la fortuna e la critica sociale.

### Tramonto dell'egemonia culturale dei chierici
Durante gran parte del Medioevo, la cultura e l'intellettualità erano dominati dai chierici e dai monaci. Le scuole e le università erano principalmente gestite dalla Chiesa, e la produzione culturale e intellettuale era fortemente influenzata dalle norme religiose. I chierici erano i custodi del sapere e della cultura, e gran parte della vita accademica e intellettuale era strettamente legata alla teologia e alla filosofia scolastica. L'egemonia dei chierici comportava una certa uniformità nella produzione culturale, con un'enfasi sulla teologia e sull'ortodossia. La critica e la diversità di pensiero erano spesso limitate dalle rigide strutture ecclesiastiche e dalle aspettative sociali. La cultura era dominata da valori religiosi e da un forte controllo sulla produzione e sulla circolazione del sapere.
Il XII secolo segna l'inizio di una rinascita culturale che introduce nuove forme di pensiero e di espressione. La riscoperta dei testi classici e l'interazione con le culture araba e bizantina favorirono una maggiore apertura verso nuove idee e conoscenze. Questa rinascita intellettuale cominciò a sfidare l'egemonia dei chierici, aprendo la strada a una cultura più diversificata e dinamica. La crescita delle università come centri di apprendimento autonomi, anche se spesso sotto l'influenza della Chiesa, contribuì a una maggiore varietà intellettuale. Le università cominciarono a promuovere una varietà di studi oltre la teologia, includendo il diritto, la medicina e le scienze. Questo cambiamento contribuì a una maggiore pluralità di pensiero e a un'evoluzione nel modo in cui la cultura e l'intellettualità venivano esplorate e rappresentate. L'emergere di una cultura laica, che includeva la letteratura, la musica e l'arte non direttamente legata alla Chiesa, rappresenta un aspetto chiave della fine dell'egemonia culturale dei chierici. La crescente diffusione di testi e opere che trattano temi profani, come quelli dei "Carmina Burana", dimostra un cambiamento nei valori e nei temi esplorati nella cultura.

## Struttura e contenuti

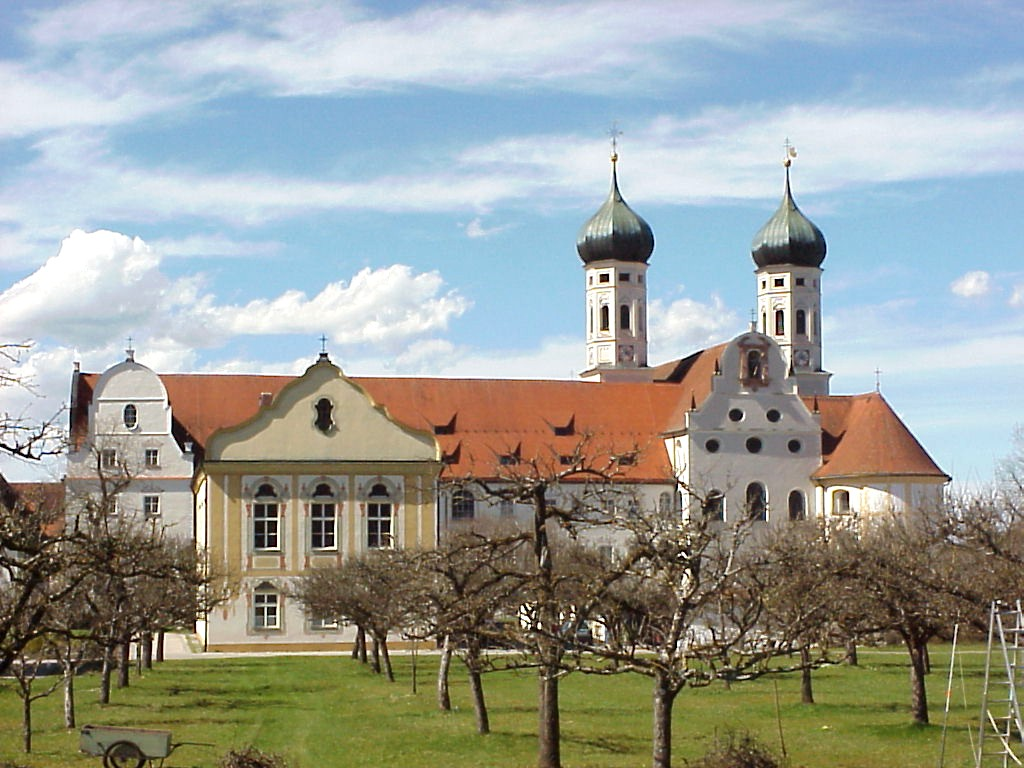
Monastero di Benediktbeuern.

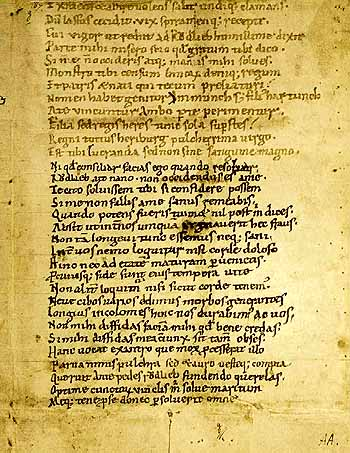
Una pagina del Codex Latinus Monacensis 4550 o Codex Buranus

Il termine Carmina Burana venne introdotto dallo studioso Johann Andreas Schmeller nel 1847 in occasione della prima pubblicazione del manoscritto, da lui scoperto negli archivi della biblioteca di cui era il curatore. Tale codice comprende duecentoventotto componimenti poetici su centododici fogli di pergamena decorati con otto miniature. Sembra che tutti i testi dovessero essere destinati al canto, ma gli amanuensi autori di questo manoscritto non riportarono la musica di tutti i canti poetici, cosicché si può ricostruire l'andamento melodico solo per quarantasette di essi. Il codice è suddiviso in sezioni:
- Carmina moralia (CB:1-55), argomento satirico e morale;
- Carmina veris et amoris (CB:56-186), argomento amoroso;
- Carmina lusorum et potatorum (CB:187-226), canti bacchici e conviviali;
- Carmina divina, di argomento moralistico sacro (CB: 227 e 228; questa parte fu probabilmente aggiunta all'inizio del XIV secolo).

I testi (scritti soprattutto in latino, eccezion fatta per alcuni in alto tedesco medio, altri in provenzale antico e altri ancora maccheronici, ossia un misto di latino vernacolare con tedesco o francese) hanno argomenti evidentemente molto diversi tra loro e dimostrano la poliedricità della produzione goliardica. Se da un lato troviamo i ben noti inni bacchici, le canzoni d'amore ad alto contenuto erotico e le parodie blasfeme della liturgia, dall'altro emerge un moralistico rifiuto della ricchezza e la sferzante condanna verso la curia romana, di cui molti membri erano ritenuti sempre e solo dediti alla ricerca del potere.
(Carme n. 10 Ecce sonat in aperto)
(Carme n. 11 In terra summus)
Queste parole dimostrano chiaramente come gli autori di questi versi (i cosiddetti clerici vagantes) non fossero unicamente dediti al vizio, ma che s'inserissero anch'essi in quella corrente contraria alla mondanizzazione degli uomini di Chiesa. Tuttavia non sono contro la Chiesa come istituzione divina, anzi, il concetto è dato per scontato in ogni canto. Nessun canto attacca la Chiesa cattolica, ma solo i suoi membri corrotti. D'altra parte la varietà di contenuti di questo manoscritto è anche indiscutibilmente ascrivibile al fatto che i vari carmina abbiano autori differenti, ognuno con un proprio carattere, proprie inclinazioni e probabilmente propria ideologia, non trattandosi di un "movimento letterario" compatto e omogeneo nel senso moderno del termine.
I testi originali sono inframmezzati da notazioni morali e didattiche, come si usava nel primo Medioevo, e la varietà degli argomenti (specialmente religioso e amoroso, ma anche profano e licenzioso) e delle lingue adottate riassume le vicende degli autori, i clerici vagantes, altrimenti detti goliardi (dal nome del mitico vescovo Golia (Pietro Abelardo)), che usavano spostarsi per motivi di studio tra le varie nascenti università europee, assimilandone lo spirito più concreto e terreno.

### Lista deiCarmina

#### Carmina moralia et satirica(CB 1-55)[6]

##### De avaritia (CB 1-25)
- Manus ferens munera (CB 1)
- Responde qui tanta cupis  (CB 2)
- Ecce torpet probitas  (CB 3)
- Amaris stupens casibus (CB 4)
- Flete flenda  (CB 5)
- Florebat olim studium   (CB 6)
- Postquam nobilitas servilia cepit amare   (CB 7)
- Licet eger cum egrotis (CB 8)
- Iudas gehennam meruit (CB 9)
- Ecce sonat in aperto  (CB 10)
- In terra summus rex est hoc tempore Nummus (CB 11)
- Procurans odium effectu proprio  (CB 12)
- Invidus invidia comburitur intus et extra  (CB 13)
- O varium Fortune lubricum  (CB 14)
- Celum, non animum  (CB 15)
- Fortune plango vulnera (CB 16)
- O Fortuna (CB 17)
- O Fortuna levis (CB 18)
- Regnabo (CB 18a)
- Fas et nefas ambulant (CB 19)
- Est modus in verbis (CB 20)
- Veritas veritatum (CB 21)
- Homo, quo vigeas (CB 22)
- Vide, qui nosti litteras (CB 23)
- Iste mundus (CB 24)
- Vivere sub meta   (CB 25)

##### De correctione hominum (CB 26-28)
- Ad cor tuum revertere (CB 26)
- Bonum est confidere (CB 27)
- Laudat rite Deum,  (CB 28)

##### De conversione hominum (CB 29-32)
- In lacu miserie (CB 29)
- Dum iuventus floruit (CB 30)
- Vite perdite (CB 31)
- Cur homo torquetur?  (CB 32)

##### De ammonitione prelatorum (CB 33-45)
- Non te lusisse pudeat (CB 33)
- Deduc, Sion, uberrimas (CB 34)
- Magnus maior maximus (CB 35)
- Nulli beneficium (CB 36)
- In Gedeonis area (CB 37)
- Doctrine verba paucis  (CB 38)
- In huius mundi patria (CB 39)
- In huius mundi domo (CB 39a)
- Quicquid habes meriti (CB 40)
- Propter Sion non tacebo (CB 41)
- Utar contra vitia (CB 42)
- Roma, tue mentis oblita sanitate (CB 43)
- In illo tempore (CB 44)
- Roma, tenens morem (CB 45)

##### De cruce signatis (CB 46-55)
- Fides cum Ydolatria (CB 46)
- Crucifigat omnes (CB 47)
- Curritur ad vocem  (CB 47a)
- Quod spiritu David precinuit (CB 48)
- Horstu, uriunt, den wahter an der cinne (CB 48a)
- Tonat evangelica (CB 49)
- Heu, voce flebili  (CB 50){
- Debacchatur mundus pomo (CB 51)
- Imperator rex Grecorum (CB 51a)
- Nomen a solemnibus  (CB 52)
- Anno Christi incarnationis (CB 53)
- Passeres illos (CB 53a)
- Omne genus demoniorum (CB 54)
- Amara tanta tyri  (CB 55)

#### Carmina veris et amoris(CB 56-186)[6]
- Omnia sol temperat – CB136
- Veris leta facies – CB138
- Ecce gratum - CB143
- Floret silva nobilis - CB149

#### Carmina lusorum et potatorum(CB 187-226)[6]
- In taberna quando sumus - CB196

## La musica
Molti dei canti dei Carmina Burana sono scritti in "campo aperto", ovvero con neumi senza trigramma, per cui se la melodia è riconducibile al canto gregoriano il problema è quello armonico e ritmico, in quanto manca qualunque indicazione. Per quanto un'interpretazione certa e oggettiva sia oggi molto difficile e varie soluzioni possano essere valide, tra i pochi tentativi di una corretta interpretazione filologico-musicale si possono citare lo studio e le incisioni realizzate dal Clemencic Consort, da I Madrigalisti di Genova e dallo Studio der Frühen Musik - Early Music Quartet di Thomas Binkley registrato nel 1964 (Teldec).

## Poeti identificati

### Poeti latini
- Ausonio (310 d.C. - 395) Rif: CB: 64
- Otloh di Regenburg (c. 1013 - c. 1072) Rif: CB: 28, 38, 125
- Marbodo di Rennes (c. 1035 - c. 1123) Rif: CB: 122a, 123, 214
- Goffredo di Winchester (c. 1050 - c. 1107) Rif: CB: 198
- Hugo d'Orléans (1093 - c. 1160) Rif: CB: 194
- L'Archipoeta (1130 – c. 1165) Rif: CB: 191, 220
- Gualtiero di Châtillon (1135 - 1204), CB 3, 8, 19, 41, 42, 123;
- Pierre de Blois (1135 - 1203) Rif: CB: 29, 31, 33, 63, 67, 72, 83, 84, 108
- Filippo il Cancelliere (c. 1165 - c. 1236), CB 21, 22, 26, 27, 34, 131, 131a, 189

### Poeti tedeschi
- Dietmar von Aist (c. 1150 - 1180) Rif: CB: 113a
- Reinmar von Hagenau (c. 1170 - c. 1210) Rif: CB: 143a, 147a, 166a
- Walther von der Vogelweide (c. 1170 - 1230) Rif: CB: 135a, 151a, 169a, 211a
- Neidhart von Reuental (c. 1170 - 1246) Rif: CB: 168a
- Heinrich von Morungen (c. 1190 - 1220) Rif: CB: 150a
- Otto von Botenlauben (c. 1177 - c. 1245) Rif: CB: 48a

### Le 7 miniature nel Carmina Burana

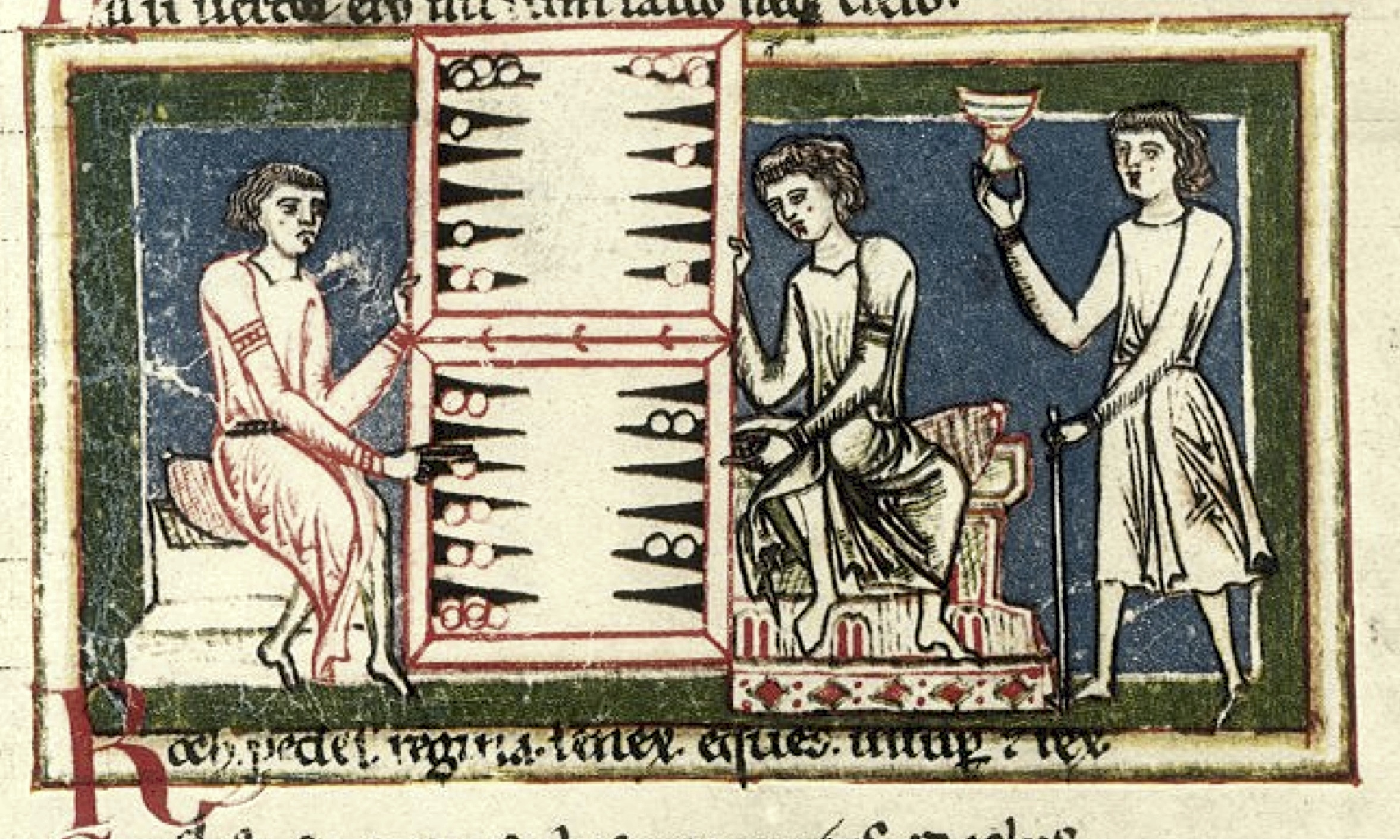
Codex Buranus: Il gioco
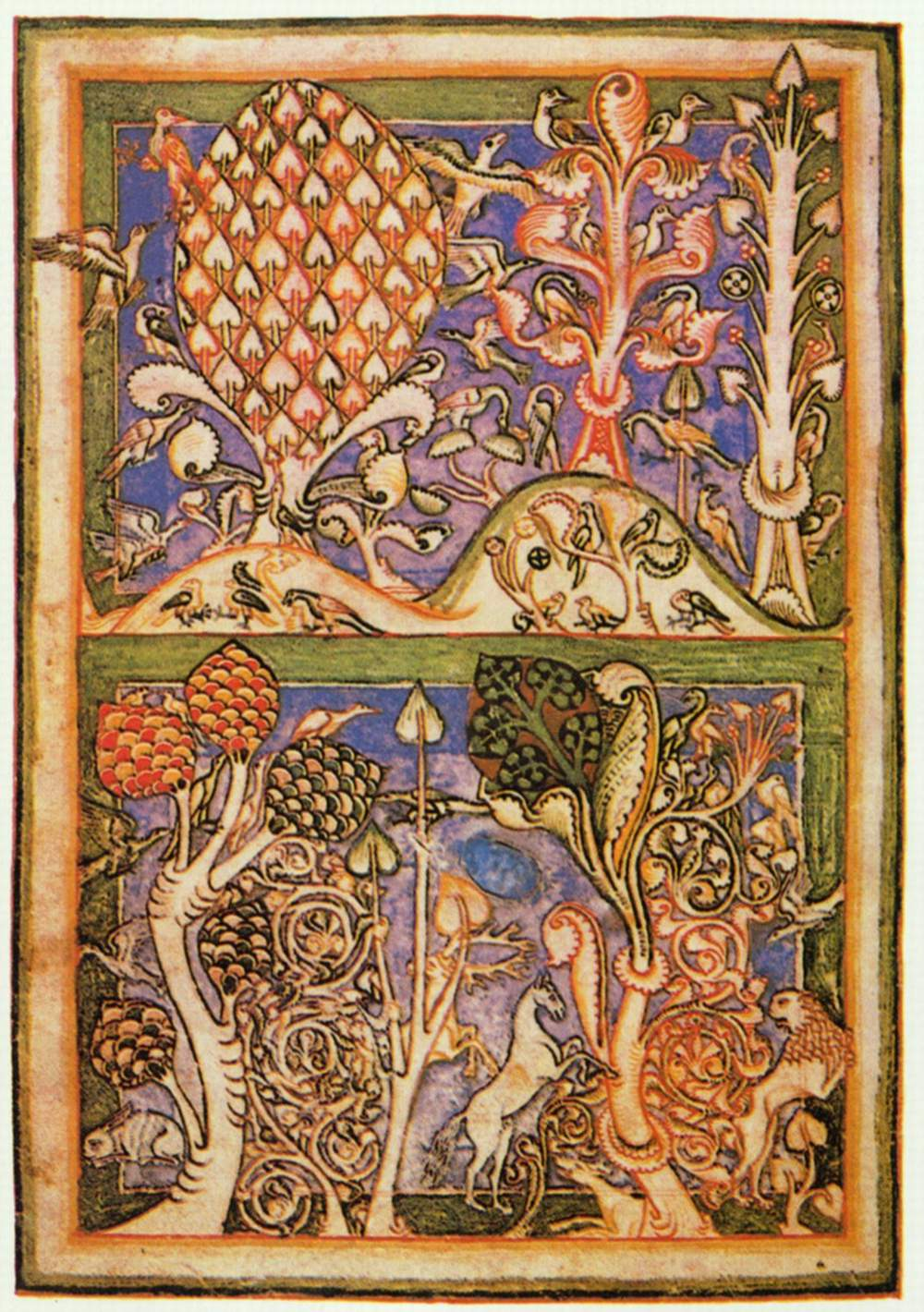
Codex Buranus: Decorazione con alberi e animali
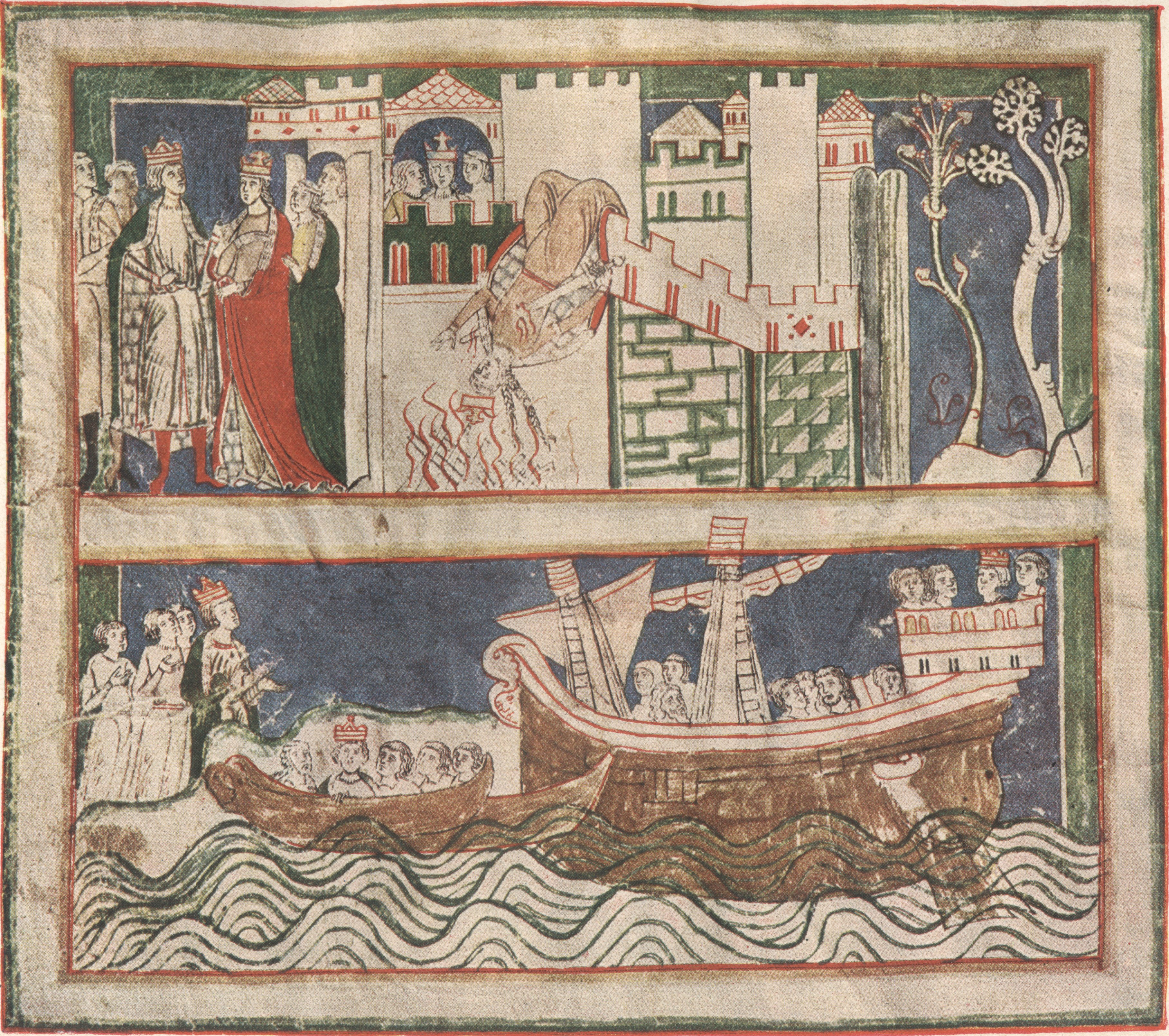
Codex Buranus: Due scene da Didone ed Enea. Secondo altri l'imperatore Federico II
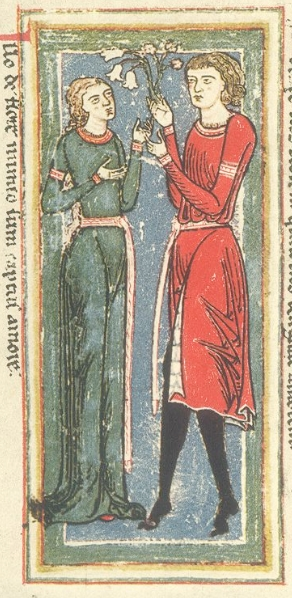
Codex Buranus: Miniatura del foglio 72
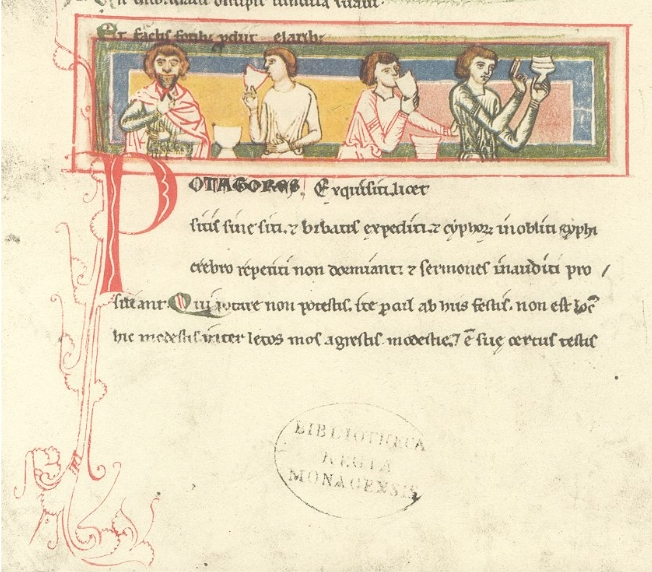
Codex Buranus: Miniatura del foglio 89
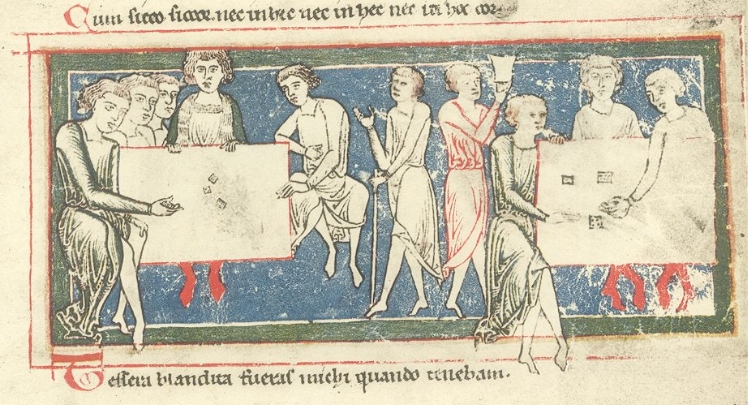
Codex Buranus: Miniatura del foglio 91 ("i giocatori")
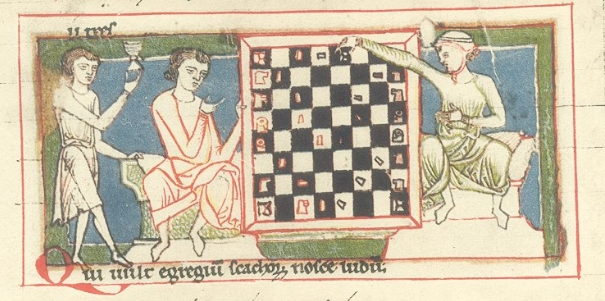
Codex Buranus: Miniatura del foglio 92 ("gli scacchi")

## L'opera teatrale di Carl Orff
Nel 1937, il compositore tedesco Carl Orff musicò alcuni brani dei Carmina Burana, realizzando un'opera omonima. Orff scelse di comporre una musica nuova, sebbene nel manoscritto originale fosse contenuta una traccia musicale per alcuni dei brani.
La prima rappresentazione fu l'8 giugno 1937 a Francoforte sul Meno, mentre la prima rappresentazione italiana si tenne al teatro alla Scala a Milano il 10 ottobre 1942.
Per le sue caratteristiche può essere definita anche "cantata scenica" ed ha il sottotitolo "Cantiones profanae cantoribus et choris cantandae, comitantibus instrumentis atque imaginibus magicis". L'opera non presenta una trama precisa e richiede tre solisti (un soprano, un tenore e un baritono), due cori (uno dei quali di voci bianche), mimi, ballerini e una grande orchestra (Orff ne ha composto anche una seconda versione dove l'orchestra è sostituita da due pianoforti e percussioni).
L'opera è strutturata in un prologo e tre parti. Nel prologo c'è O Fortuna, l'invocazione alla Dea Fortuna sotto cui sfilano diversi personaggi emblematici dei vari destini individuali. Nella prima parte si celebra la Veris laeta facies, ovvero il lieto aspetto della primavera. Nella seconda In taberna, ovvero "All'osteria", si hanno prevalentemente canti goliardici; la terza parte - Cour d'amours, cioè "Le corti dell'amore" - contiene brani che inneggiano all'amore e che si concludono con il coro di grazie alla fanciulla (Ave, formosissima). Nel finale si ha la ripresa del coro iniziale alla Fortuna.
Quest'opera fa parte del trittico teatrale di Orff Trionfi che, composto in periodi diversi, comprende anche i Catulli Carmina e il Trionfo di Afrodite.

## Discografia (interpretazioni della versione originale)
- 1964, 1967 - Carmina Burana - Studio der frühen Musik, dir. Thomas Binkley (Teldec, 2 CD)
- 1968 - Carmina Burana - Capella Antiqua München, dir. Konrad Ruhland (Christophorus)
- 1975, 1976, 1978 - Carmina Burana - Clemencic Consort, dir. René Clemencic (Harmonia Mundi, 3 CD)
- 1980 - Carmina Burana - Bärin Gässlin (Pläne)
- 1983 - Carmina Burana;  Das Grosse Passionspiel - Das Mittelalter Ensemble der Schola Cantorum Basiliensis, dir. Thomas Binkley (Deutsche Harmonia mundi, 2 CD)
- 1983 - Carmina Burana - Ray Manzarek
- 1988 - Carmina Burana - Madrigalisti di Genova, dir. Leopoldo Gamberini (Ars Nova, LP/CD)
- 1989 - Carmina Burana - Berry Hayward Consort & Ensemble Vocal Claire Caillard-Hayward (BNL)
- 1990 - Carmina Burana; Le Grand Mystère de la Passion - Ensemble Organum, dir. Marcel Pérès (Harmonia Mundi, 2 CD)
- 1991 - Carmina Burana XII - Ensemble Alegria (Pierre Vérany)
- 1992 - Satires, Desires and Excesses; Songs from Carmina Burana - Orleans Musica da Camera, dir. Milton G. Scheuermann (Centaur)
- 1994 - Carmina Burana - New London Consort, dir. Philip Pickett (L'Oiseau Lyre, 4 CD)
- 1996 - Carmina Burana; Poetry & Music - Boston Camerata, dir. Joel Cohen (Erato)
- 1997 - Carmina Burana; Carmina Moralia, Carmina Veris et Amoris, Carmina Lusorum et Potatorum, Carmina Divina - Theatrum Instrumentorum (Arts)
- 1997 - Carmina Burana; Medieval Poems and Songs - Ensemble Unicorn, dir. Michael Posch + Ensemble Oni Wytars, dir. Marco Ambrosini (Naxos)
- 1998 - Carmina Burana - Modo Antiquo, dir. Bettina Hoffmann (Paragon-Amadeus 2 CD)
- 1998 - In Taberna; Carmina Burana - Collegium Arniense (Well Music)
- 2000 - Carmina Burana - Le Concert dans l'Oeuf & l'Atelier Polyphonique de Bourgogne (Collection Romane)
- 2004 - Carmina Burana; Tempus transit - Millenarium (Ricercar)
- 2005 - Carmina Burana; Officium lusorum - Millenarium (Ricercar)
- 2008 - Carmina Burana; Medieval Songs from the Codex Buranus - Clemencic Consort, dir. René Clemencic (Oehms)
- 2008 - Carmina Burana; Sacri sarcasmi - La Reverdie (Arcana)
- 2010 - Carmina Burana - Obsidienne, dir. Emmanuel Bonnardot (Eloquentia)